# Conjecture de Yau
En géométrie différentielle, la conjecture de Yau est une conjecture mathématique qui stipule que toute variété riemannienne fermée de type 3 (une 3-variété) possède une infinité de surfaces minimales immergées, fermées et lisses. La conjecture doit son nom à Shing-Tung Yau, et elle est la 88e entrée dans sa liste de problèmes ouverts en géométrie différentielle publiée en 1982.
La conjecture a été démontrée par Kei Irie, Fernando Codá Marques et André Neves dans le cas générique, et par Antoine Song en toute généralité.